# Император Николай I (броненосец)
«Император Николай I» («Ики»)  — эскадренный броненосец Балтийского флота. Участвовал в Цусимском сражении в качестве флагманского корабля 3-й Тихоокеанской эскадры.
Заказан Обществу Франко-Русских Заводов в 1885 году. Представлял собой улучшенный тип корабей «Император Александр II» — с башенной установкой, изменёнными ютом и расположением шлюпок и катеров. Заложен в июне 1886 года. Спущен на воду 20 мая 1889 года. Введён в строй в апреле 1891 года.

## Постройка
Строитель - корабельный инженер П. А. Титов. Наблюдающий за постройкой - старший судостроитель Н. Е. Кутейников. Корабельные инженеры: А. Н. Крылов, Е. А. Введенский, Н. П. Хомяков и П. И. Боков.
По инициативе П. А. Титова броненосец строился без рыбин; вместо них использовались днищевые и палубные стрингеры.
Специально для броненосца «Император Николай I» в 1887 году был разработан проект носовой двухорудийной 305-мм/35 барбетной установки и кормовой одноорудийной 305-мм/35 барбетной установки вместо двух кормовых орудий. Однако в 1888 году Великий Князь Алексей Александрович приказал заменить 305-мм/35 на 305-мм/30 орудия в носовой установке, а от кормовой отказаться вообще. В 1888 году МТК по инициативе наблюдающего Н. Е. Кутейникова решил заменить носовую барбетную установку закрытой башенной, что вызвало перегрузку в 50 тонн.
Строительство броненосца окончилось скандалом. Установленные механизмы не вышли на проектную мощность, и, как следствие, не была достигнута и проектная скорость.

## Служба в российском флоте
- 1893 — Пересёк Атлантику и участвовал в торжествах по случаю 400-летия открытия Америки, проходивших в Нью-Йорке.
- Служба в Средиземном море. Корабль посетил французский флот с русской эскадры в Тулоне в октябре 1893 в рамках франко-русского союза, затем в составе Средиземноморской эскадры крейсировал у берегов Греции и Мальты. Командовал капитан Рихард Романович Диккер (1847—1939)[2].
- 1895—1896 — Совершил поход на Дальний Восток под флагом контр-адмирала Макарова.
- 1897—1898 — В составе эскадры контр-адмирала П. П. Андреева участвовал в международной миротворческой операции на Крите[3]. Во время обострения Критского кризиса и начавшейся резни христиан на Крите 24—25 января 1897 года участвовал совместно с рядом кораблей других Великих держав в спасении греческого населения с Крита, доставив на своём борту в материковую Грецию около 1 500 мирных жителей (совместно с канонерской лодкой «Запорожец»)[4].
- 1898—1900 — Капитальный ремонт, скорость возросла до 16,85 узлов.
- 1901 — Служба в Средиземном море.
- 1902 — Прибыл на Балтику.
- 1902 — Изменён состав малокалиберной артиллерии, боевые марсы опущены ниже, добавлены две прожекторные площадки.
- 1904 — Срезан ют, на его месте установили одно 152-мм орудие длиной 45 калибров и шесть 47-мм орудий.
- 3 февраля 1905 — Флагманский корабль Отдельного отряда кораблей под командованием контр-адмирала Небогатова (3-й Тихоокеанской эскадры). Кораблём командует капитан 1-го ранга В. В. Смирнов.
- 14 мая 1905 — Участвовал в Цусимском сражении. Серьёзных повреждений не получил (за исключением оторванного или надтреснутого[5] ствола левого 305-мм башенного орудия), но истратил более 2/3 боезапаса. Потери составили 11 человек убитыми и 16 — ранеными. Нанёс повреждения японским броненосцу «Фудзи» и броненосным крейсерам «Асама» и «Идзумо».
- 15 мая 1905 — В 10 часов утра сдался в плен по приказу контр-адмирала Небогатова.
- 13 сентября 1905 — Исключён из списков российского флота.

## Служба в японском флоте
23 мая 1905 года включён в состав Японского Императорского флота под новым именем «Ики». После быстрого ремонта и покраски броненосец, вместе с «Мисима» и «Окиносима», поддерживал свои войска у о. Сахалин, а после войны выполнял задачи учебного артиллерийского корабля.
В 1910 году прошёл модернизацию и переклассифицирован в броненосец береговой обороны. По некоторым данным, тогда же его старые орудия ГК заменили 305-мм японскими с длиной ствола 40 калибров. Сохранив за собой ранг броненосца береговой обороны, он использовался как учебный корабль школы юнг и был приписан к базе в Йокосуке. Экипаж броненосца в тот период составлял 611 человек. Активного участия в первой мировой войне броненосец не принимал, но привлекался для несения дозорной службы у своих берегов.
В октябре 1915 года потоплен как мишень линейными крейсерами «Конго» и «Хиэй».

## Оценка проекта
Броненосец «Император Николай I», по мнению специалистов, считается самым противоречивым кораблём в истории российского флота . Проект начинался как улучшенная версия броненосцев, но все артиллерийское оборудование, установленное на корабле, на рубеже веков уже устарело. Старые короткоствольные орудия с дымным порохом были неудобными, недальнобойными и медленно перезаряжались; площадь бронирования была мала, и, как следствие, корабль был очень плохо защищён от осколков фугасных и полубронебойных снарядов. Во время модернизации было установлены новые орудия, но они существенно не повлияли на боеспособность корабля. При этом, были значительно улучшены ходовые характеристики.
Во время Цусимского сражения броненосцем были нанесены серьёзные повреждения японским кораблям (пробитие брони башни 12" орудий на эскадренном броненосце «Фудзи», а также пробитие брони и повреждение рулевого управления на броненосном крейсере «Асама») благодаря тому, что неопытные и тактически безграмотные японские командиры слишком сблизились с кораблем. Но это не помогло общей победе - флагман и возглавляемая им эскадра сдалась японцам по решению контр-адмирала Небогатова.

## Командиры
- 01.10.1888—??.??.1892 капитан 1-го ранга Я. А. Гильтебрандт[7]
- ??.??.1892—01.01.1895 капитан 1-го ранга Р. Р. Дикер
- 01.01.1895—??.??.1899 капитан 1-го ранга Д. Г. фон Фелькерзам
- 29.01.1901—??.??.1902 капитан 1-го ранга М. Г. Невинский
- хх.хх.1903—05.01.1904 капитан 1-го ранга Иванов, Николай Михайлович
- 12.01.1904—хх.хх.1904 капитан 1-го ранга Волчаский, Юлиан Казимирович
- 13.12.1904—15.05.1905 капитан 1-го ранга В. В. Смирнов

## Список офицеров в 1905 году

### Штаб 3-го броненосного отряда 2-й эскадры флота Тихого океана
- Командующий — контр-адмирал Н. И. Небогатов
- Начальник штаба — капитан 1-го ранга В. А. Кросс
- Старший флаг-офицер — лейтенант И. М. Сергеев 5-й
- Младший флаг-офицер — лейтенант Н. Н. Глазов
- Младший флаг-офицер — лейтенант Ф. В. Северин
- Флагманский артиллерист — капитан 2-го ранга Н. П. Курош
- Флагманский минер — лейтенант И. И. Степанов
- Флагманский штурман — подполковник КФШ Д. Н. Федотьев
- Флагманский механик — подполковник КИМ Н. А. Орехов
- Обер-аудитор — подполковник В. А. Маевский

### Офицеры броненосца
- Командир — Капитан 1 ранга В. В. Смирнов
- Старший офицер — Капитан 2 ранга П. П. Ведерников
- Ревизор — Мичман Б. М. Четверухин, и. д., в бою командовал носовым плутонгом 75-мм орудий.
- Минный офицер — Лейтенант В. М. Хоментовский
- Старший артиллерийский офицер — Лейтенант А. А. Пеликан
- Младший артиллерийский офицер — Лейтенант П. И. Белавенец
- Младший артиллерийский офицер — Лейтенант М. Д. Жаринцов
- Младший артиллерийский офицер — Лейтенант барон Фон К. Р. Мирбах
- Старший штурманский офицер — Лейтенант Н. Н. Макаров
- Младший штурманский офицер — Мичман В. В. Дыбовский
- Вахтенный начальник — Лейтенант И. Г. Тиме
- Вахтенный начальник — Мичман барон Г. К. Унгерн-Штернберг
- Вахтенный начальник — Мичман барон П. Л. Унгерн-Штернберг
- Вахтенный начальник — Мичман М. И. Щербицкий
- Вахтенный офицер — Мичман Ю. Ф. Волковицкий
- Вахтенный офицер — Мичман В. П. Суйковский
- Вахтенный офицер — Прапорщик по морской части А. А. Шамие
- Вахтенный офицер — Прапорщик по морской части Н. И. Балакшин
- Старший судовой механик — Капитан К.И.М. М. И. Хватов
- Помощник старшего судового механика — Штабс-капитан К.И.М. Г. Э. Бекман
- Трюмный механик — Штабс-капитан К.И.М. Дмитраш, Фёдор Григорьевич
- Младший судовой механик — Поручик К.И.М. И. А. Гаршинский
- Младший судовой механик — Поручик К.И.М. Г. Г. Константинов
- Младший судовой механик — Прапорщик по механической части И. А. Адамцевич
- Младший судовой механик — Прапорщик по механической части А. И. Скрыжаков
- Старший судовой врач — Надворный советник фон С. К. Виттернбург
- Младший судовой врач — Лекарь Л. А. Юшкевич
- Судовой священник — Иеромонах отец Антоний

## Изображения
- Броненосец «Император Николай I». Чифу, весна 1895 г.
- Броненосец «Император Николай I» (под флагом контр-адмирала С.О.Макарова). Чифу, апрель 1895 г.
- Броненосец во время докования в Гонконге, конец 1895 года.